# Даяна Рончіоне
Даяна Рончіоне (італ. Dajana Roncione; нар. 15 квітня 1984; Палермо, Італія) — італійська акторка.

## Біографія
Рончіоне закінчила Національну академію драматичного мистецтва у 2007 році і є театральною актрисою, де дебютувала у 1999 році у виставі Луїджі Піранделло I giganti della montagna.
Серед її найважливіших кіноробіт — Il grande sogno Мікеле Плачидо (роль Ізабелли) та Баарія Джузеппе Торнаторе (обидві 2009 року). Того ж року вона зіграла роль Поліксени у фільмі Ауреліо Грімальді L'ultimo re, який переносить на екран трагедію Евріпіда Троянки.
Серед її численних театральних робіт — Cechoviana (режисер Мікеле Плачидо), Il sogno del principe di Salina та l'ultimo Gattopardo (режисер Андреа Баттістіні) з Лукою Барбарескі та La rosa tatuata Теннессі Вільямса (режисер Франческо Тавассі) з Маріанджелою Д'Аббраччіо.
Її пов'язують романтичні стосунки з вокалістом гурту Radiohead Томом Йорком, з яким вона одружилася 19 вересня 2020 року.